# Финляндия на зимних Олимпийских играх 1956
На Зимних Олимпийских играх 1956 года Финляндию представлял 31 спортсмен (27 мужчин и 4 женщины), выступивших в 6 видах спорта. Они завоевали 3 золотых, 3 серебряных и 1 бронзовую медали, что вывело финскую сборную на 3-е место в неофициальном командном зачёте.

## Медалисты
| Медаль  | Спортсмен                                                     | Вид спорта         | Дисциплина                |
| ------- | ------------------------------------------------------------- | ------------------ | ------------------------- |
| Золото  | Вейкко Хакулинен                                              | Лыжные гонки       | Мужчины, 30 км            |
| Золото  | Мирья Хиетамиес Сиркка Полкунен Сийри Рантанен                | Лыжные гонки       | Женщины, эстафета         |
| Золото  | Антти Хювяринен                                               | Прыжки с трамплина | Мужчины, большой трамплин |
| Серебро | Вейкко Хакулинен                                              | Лыжные гонки       | Мужчины, 50 км            |
| Серебро | Вейкко Хакулинен Аугуст Киуру Йорма Кортелайнен Арво Вийтанен | Лыжные гонки       | Мужчины, эстафета         |
| Серебро | Аулис Каллакорпи                                              | Прыжки с трамплина | Мужчины, большой трамплин |
| Бронза  | Тойво Салонен                                                 | Конькобежный спорт | Мужчины, 1500 м           |